# مورسفيل
مورسفيل (بالإنجليزية: Mooresville)‏ هي مدينة أمريكية تقع في ولاية ألاباما.تبلغ مساحة هذه المدينة 0.2 (كم²)،ويبلغ عدد سكانها 59 نسمة حسب إحصاء سنة 2010 م.تشير الإحصاءات بأن الكثافة السكانية في هذه المدينة تقدر بـ(295) نسمة/كم2.